# Dismorphia
Dismorphia (лат.) — род чешуекрылых из подсемейства Dismorphiinae семейства белянок.

## Описание
Размах крыльев 7—8 мм. Самцы якроокрашенны, на верхней стороне задник крыльев имеются серебристые или белые пятна. Самки без таких пятен. Самки подражают в окраске ядовитым геликонидам

## Классификация
В состав рода входят 29 видов:
- Dismorphia altis Fassl, 1910 — Колумбия
- Dismorphia amphione (Cramer, 1779) — населяет всю Центральную и Южную Америку
- Dismorphia arcadia (C. & R. Felder, 1862) — Колумбия, Эквадор, Перу и Боливия
- Dismorphia astyocha Hübner, 1831 — Рио-де-Жанейро (Бразилия), Аргентина
- Dismorphia boliviana Forster, 1955 — Боливия
- Dismorphia crisia (Drury, 1782) — Южная Америка (вокруг реки Амазонки), Центральная Америка
- Dismorphia cubana (Herrich-Schäffer, 1862) — Куба
- Dismorphia eunoe (Doubleday, 1844) — Центральная Америка, Коста-Рика
- Dismorphia hyposticta (C. & R. Felder, 1861) — Венесуэла, Колумбия, Перу и Эквадор
- Dismorphia laja (Cramer, 1779) — северная и центральная часть Южной Америки
- Dismorphia lelex (Hewitson, 1869) — Эквадор и Колумбия
- Dismorphia lewyi (Lucas, 1852) — Боливия, Перу, Эквадор, Колумбия и Венесуэла
- Dismorphia lua (Hewitson, 1869) — Коста-Рика, Колумбия, Боливия, Перу и Эквадор
- Dismorphia lycosura (Hewitson, 1860) — Перу, Эквадор
- Dismorphia lygdamis (Hewitson, 1869) — Перу, Эквадор
- Dismorphia lysis (Hewitson, 1869) — Перу, Эквадор
- Dismorphia medora (Doubleday, 1844) — Венесуэла, Колумбия, Эквадор и Перу
- Dismorphia medora (Doubleday, 1844) — Боливия, Перу, Эквадор
- Dismorphia melia (Godart, 1824) — штаты Бразилии: Минас-Жерайс, Санта-Катарина и Рио-де-Жанейро
- Dismorphia mirandola (Hewitson, 1876) — Эквадор, Колумбия
- Dismorphia niepelti Wyemer, 1909 — Перу и Эквадор
- Dismorphia pseudolewyi Forster, 1955 — Боливия
- Dismorphia spio (Godart, 1824) — Пуэрто-Рико, Антилы
- Dismorphia teresa (Hewitson, 1869) — Эквадор
- Dismorphia thermesia (Godart, 1819) — Бразилия (штат Санта-Катарина), Эквадор, Перу и Гайана
- Dismorphia thermesina (Hopffer, 1874) — Перу и Боливия
- Dismorphia theucharila (Doubleday, 1848) — северная и центральная часть Южной Америки и Центральная Америка
- Dismorphia zaela (Hewitson, 1858) — Коста-Рика, Эквадор, Панама, Колумбия
- Dismorphia zathoe (Hewistson, 1858) — Коста-Рика, Эквадор, Панама, Колумбия, Венесуэла, Гайана

## Распространение
Встречаются в Центральной и Южной Америке от Мексики на севере до Бразилии на юге.